# Drosophila hexastriata
Drosophila hexastriata är en tvåvingeart som beskrevs av Tan, Hsu och Mao-Ling Sheng 1949. Drosophila hexastriata ingår i släktet Drosophila och familjen daggflugor.
Artens utbredningsområde är provinserna Guangxi och Guizhou i Kina.